# Pojana Maggiore
Pojana Maggiore – miejscowość i gmina we Włoszech, w regionie Wenecja Euganejska, w prowincji Vicenza.
Według danych na rok 2004 gminę zamieszkiwało 4216 osób, 150,6 os./km².